# Microsoft Photo Editor
Microsoft Photo Editor ist ein einfaches Grafikprogramm, das mit Microsoft Office (Versionen 97 bis XP) und nur für die Windows-Plattform mitgeliefert wurde. Es wurde für die Nachbearbeitung von Fotos entwickelt und enthält die wichtigsten im Officebereich verwendeten Im- und Exportfilter für Pixel- und Vektorgrafik: JPEG, TIFF, PCD, PCX, GIF und PNG.

## Funktionen
Der Photo Editor bietet folgende Funktionen:
- Bildformate konvertieren (nur über Speichern unter…)
- Farben und Helligkeitswerte verändern
- einfache Transparenz für einen Farbwert bestimmen (im GIF- und PNG-Format)
- verschiedene Effekte hinzufügen (darunter schärfen und weichzeichnen)
- Bilder drehen, beschneiden oder Bildfragmente einbetten
- Auflösung verändern
- Scannen

Ebenen werden nicht unterstützt. Eingefügte Bildteile lassen sich zwar noch verschieben, verschmelzen aber im nächsten Arbeitsgang mit dem Hintergrund.

## Der NachfolgerMicrosoft Office Picture Manager
Der Nachfolger, der seit Office 2003 integriert ist, ist der Bildbrowser Microsoft Office Picture Manager. Einige Effekte werden dort allerdings nicht mehr unterstützt. Beim Office-Upgrade wird der Photo Editor entfernt und muss ggf. neu von der ursprünglichen Office-Version installiert werden. Der Schwerpunkt des Nachfolgeprogramms liegt neben grundlegenden Funktionen zur Fotoretuschierung auf der Bildverwaltung (lokal, im Netzwerk und auf anderen Medien), sowie auf der Freigabe im Netzwerk oder auf Webseiten.